# 巴德·伯蒂彻
小奥斯卡·“巴德”·伯蒂彻（Oscar "Budd" Boetticher Jr. /ˈbɛtɪkər/ BET-i-kər；1916年7月29日—2001年11月29日）是一名美国电影导演，因导演1950年代末伦道夫·斯科特主演的一系列低成本西部片知名。

## 生平
他出生于芝加哥，母亲难产而死，不久后父亲在一次事故中丧生。他被富有的老奥斯卡·伯蒂彻（Oscar Boetticher Sr.；1867–1953）和乔治娅· 纳斯（Georgia Naas Boetticher；1888–1955）收养。他在印第安纳州埃文斯维尔长大，就读卡尔弗军事学院，在那里与小哈尔·罗奇成为了朋友。
他曾是俄亥俄州立大学的明星运动员，但因伤病退役。1939年，他前往墨西哥学习斗牛。
他在1939年开始涉足电影业，曾担任《碧血黄沙》的技术顾问。此后，他收到了哥倫比亞影業的邀请，担任《房东小姐》（1943）的助理导演，受到公司赏识，并逐渐晋升。他第一个署名导演的作品是1944年的《神秘的夜》。
他曾入伍为美国海军摄影科学实验室（Naval Photographic Science Laboratory）工作，军衔为少尉，制作了一些纪录片和征兵电影。